# The Lonesome Crowded West
The Lonesome Crowded West es el segundo álbum de la banda Modest Mouse. Muchos críticos y fanes consideran este álbum como el "adelanto" de la banda. Este álbum fue realizado bajo Up Records el 18 de noviembre de 1997, en ambos Dual disc y LP de vinilo. La versión en vinilo contiene una canción más.

## Lista de canciones
1. "Teeth Like God's Shoeshine" – 6:53
2. "Heart Cooks Brain" – 4:02
3. "Convenient Parking" – 4:08
4. "Lounge (Closing Time)" – 7:03
5. "Jesus Christ Was an Only Child" – 2:36
6. "Doin' the Cockroach" – 4:18
7. "Cowboy Dan" – 6:14
8. "Trailer Trash" – 5:49
9. "Out of Gas" – 2:31
10. "Long Distance Drunk" – 3:42
11. "Shit Luck" – 2:22
12. "Truckers Atlas" – 10:57
13. "Polar Opposites" – 3:29
14. "Bankrupt on Selling" – 2:53
15. "Styrofoam Boots / It's All Nice on Ice, Alright" – 6:53

### Canciones extra del récord vinlyl
1. "Baby Blue Sedan"

### Edición vinilo

#### Lado uno
1. "Teeth Like God's Shoeshine"
2. "Heart Cooks Brain"
3. "Convenient Parking"
4. "Baby Blue Sedan"

#### Lado dos
1. "Jesus Christ Was An Only Child"
2. "Doin' The Cockroach"
3. "Cowboy Dan"
4. "Trailer Trash"

#### Lado tres
1. "Out of Gas"
2. "Long Distance Drunk"
3. "Shit Luck"
4. "Truckers Atlas"

#### Lado cuatro
1. "Polar Opposites"
2. "Bankrupt on Selling"
3. "Lounge (Closing Time)"
4. "Styrofoam Boots / It's All Nice on Ice, Alright"

## Créditos
- Isaac Brock – Guitarra y vocales.
- Jeremiah Green – Batería
- Eric Judy – Bajo
- K.O. – Rasguña en "Heart Cooks Brain"
- Dann Gallucci – Guitarra en "Trailer Trash" y "Bankrupt on Selling"
- Scott Swayze – Guitarra en "Convenient Parking" y "Lounge (Closing Time)"
- Tyler Reilly – Violín en "Jesus Christ was an Only Child"
- Nicole Johnson – Vocales
- Chris Setton – Vocales
- Producido por Calvin Johnson con Isaac Brock y Scott Swayze
- Dirigido por Scott Swayze
- Fotografía por Pat Graham e Isaac Brock
- Diseño por Pat Castaldo

- Datos: Q7748155